# ユルゲン・シュレンプ
ユルゲン・エーリッヒ・シュレンプ（Jürgen Erich Schrempp、1944年9月15日 - ）は、ドイツの実業家である。ドイツの自動車メーカーであるダイムラー・ベンツで取締役会会長・最高経営責任者（CEO）を務め、同社とクライスラーとの合併を実現させ、ダイムラークライスラーを設立したことで知られる。
シュレンプは前任のエツァルト・ロイターが推し進め業績不振を招いた多角化路線を転換し、ダイムラー・ベンツを本業である自動車事業に再び集中させることで事業を上向かせ、この点では評価されている（→「#ニュートロン・ユルゲン」）。他方、事業のグローバル化を推し進める目論見でアメリカ合衆国のクライスラーとの合併（ダイムラークライスラーの誕生）を実現させ、アジアの三菱自動車工業、現代自動車に多額の出資を行い、事業の拡大を目指した。このグローバル化の施策はいずれも失敗と言える結果に終わり、この点では在任当時から退任後に至るまで多くの批判を浴びた（→「#ダイムラークライスラー」）。

## 経歴
フライブルクの一般家庭で、三人兄弟の次男として生まれた。父エルンストは食料品店の支店長、ホテルの支配人、学校の職員などを転々とし、シュレンプは貧しい家庭環境の中で育った。

### ノルトマンとの出会いと影響
10代のシュレンプは地元フライブルクのギムナジウム（高校相当）を中退し、同地のダイムラー・ベンツ・フライブルク支社で自動車整備の見習い工員として働き始めた。シュレンプは機械いじりが好きだったことから、わずか数年でトラック修理の熟練した専門家という評価を得た。しかし、支社長を務めていたカール＝ゴットフリート・ノルトマンから「残りの人生をこの土地でくすぶっている必要はない」と諭されたことで同社を一時的に離れ、中退した学校の卒業資格を得て、オッフェンブルクの工学学校（後のオッフェンブルク大学）に入学して、エンジニアとしての教育を受けた。
1967年にエンジニアとしての教育を終え、ダイムラー・ベンツに再度雇用された。すでにフライブルク支社を離れて昇進を重ねていたノルトマンがダイムラー・ベンツ本社（シュトゥットガルト）に転勤する際、シュレンプもほぼ同時に本社勤務となり、トラックとバスのエンジニアリングを担当する部署に配属され、これが同社におけるキャリアの実質的な始まりとなる。
その後、ノルトマンは同社の取締役となり、1971年には子会社であるメルセデス・ベンツUSAの社長に就任した。ノルトマンとの出会いはシュレンプにとってその後の進路を決定づけるものとなり、彼のコスモポリタニズム（世界主義）に魅了されたシュレンプは海外志向を強く持つようになっていった。

### 南アフリカ
1974年から1987年にかけて南アフリカ共和国の現地子会社であるメルセデス・ベンツ・オブ・サウスアフリカに赴任し、同地で着実に実績を積み重ねたシュレンプは支社の全国サービス部長、技術担当重役へと出世し、大きな権限を任されるまでになった。
シュレンプは南アフリカでは初となるダイムラー・ベンツのエンジン製造工場の建設（1980年頃）にも貢献したことから、ドイツ・シュトゥットガルトの本社からも「若く有能な管理者」、「有能な調停者」という評価を受け、本社で働かないか打診を受けるようになる。

#### ユークリッド社の売却
退屈なデスクワークに魅力を感じなかったシュレンプは本社勤務は断っていたが、1982年から1984年にかけ、当時ダイムラー・ベンツの傘下企業だった北米のユークリッド・トラックスの再編を命じられ、一時的に同社に出向するためアメリカ合衆国に赴任した。
業績不振のユークリッド社の立て直しを期待されての赴任だったが、シュレンプは同社を1年ほど経営してみて「ここに再建すべきものはない」と結論し、充分な利益の出る価格で競合企業のクラーク社に売却してしまうことで、ユークリッド社の問題を解決した。
ユークリッド社は1982年当時のダイムラー・ベンツ本社の取締役会会長（最高経営責任者）であるゲルハルト・プリンツがかつて買収を手がけた会社で、その立て直しはプリンツにとって最大の課題だった。そうした背景を持つため、ユークリッド社を売却するという提案はシュレンプにとっては将来の出世を危うくする危険のあるものだった。シュレンプはプリンツの説得に成功し、売却に伴う一連の交渉でシュレンプが見せた手腕はプリンツとその後任であるヴェルナー・ブライトシュベルトにシュレンプの存在を強く印象付けた。

#### アパルトヘイト撤廃を支持
ユークリッドへの出向を終えたシュレンプは、現職の支社長の退任時期が重なったことと本社からの推薦もあって1985年4月にメルセデス・ベンツ・オブ・サウスアフリカの会長兼CEOに就任した。アパルトヘイト撤廃についての論議が南アフリカの国内外で盛んだった時期の就任であり、ダイムラー・ベンツとしても同地に留まるか撤退すべきかの議論がされていたが、シュレンプは留まるべきとの主張を展開した。そのこと自体は支持されたものの、同時に、シュレンプは同国のアパルトヘイト体制を批判し、現地でも社外の黒人勢力や社内の黒人労働者たちとの融和を図り、こうした姿勢はダイムラー・ベンツ本社の一部の重役たちからの批判を招いた。その急先鋒となったのは販売部門担当の取締役であるハンス・ユルゲン・ヒンリックスである。南アフリカにおけるメルセデス・ベンツ車の購入者はほぼ全て白人の富豪であり、「白人政府」の政府関係者、公的機関（軍隊を含む）も大口の顧客であり、企業としては「白人政府」を支持するのが妥当だとヒンリックスは主張し、そうした重役たちとシュレンプは対立することとなる。
シュレンプは世界最大の単一労働組合であるIGメタルの有力者フランツ・シュタインキュラーと協力し、南アフリカのダイムラー・ベンツ工場であるイースト・ロンドン工場で、全ての現地従業員にドイツで与えられているのと同じ労働者としての権利を保障した。シュレンプが南アフリカ支社を去った後のことになるが、この時の貢献はアパルトヘイト廃止後に南アフリカ共和国の大統領となったネルソン・マンデラ、タボ・ムベキらから感謝され、後にシュレンプは「南アフリカにとって最も親しいビジネスパートナー」と呼ばれるようになった。
シュレンプが採った方針は白人たちからは（当然）好まれなかったため、南アフリカ支社の経営には逆風となり、ブライトシュベルト体制下のダイムラー・ベンツグループ全体では売上も利益も増加していた時期だったにもかかわらず、南アフリカ支社は低迷し、多額の営業損失を計上した。
支社の業績は不振だったが、シュレンプの経営手腕に興味を持っていた上層部の意向により、1987年にシュレンプはドイツのダイムラー・ベンツ本社に呼び戻された。同年9月に本社に戻ったシュレンプは同社の取締役会の副メンバーとなり、まずは新設された商用車部門の営業部長を任され、1989年4月に正式に取締役の一人となった。

### ドイツ・エアロスペース
1989年にダイムラー・ベンツ傘下の航空事業をまとめる形でドイツ・エアロスペース（DASA, Deutsche Aerospace Aktiengesellschaft）が設立された。シュレンプはそのCEOとして経営を任され、1989年から1995年までその職を務めることになる。同社はドイツの航空宇宙企業の寄せ集めで設立されたものであり、各部門の利害は異なっていたが、シュレンプはこれをまとめ上げた。
DASAの経営者としての最初の仕事は、メッサーシュミット・ベルコウ・ブロームとの統合である。当初ドイツ政府はダイムラー・ベンツがこの分野の市場を独占することを懸念して両社の合併を許可しなかったが、その交渉にあたったシュレンプは今後の成長が見込める分野を発展させる好機であることや、労働者の長期的な雇用を保証することが公共の利益となることを強調し、1989年9月には経済大臣のヘルムート・ハウスマンから合併の許可を与えられた。
しかし、この時期には冷戦の雪どけにより東側では東欧革命の末にワルシャワ条約機構も解体され（1991年）、それらにより軍用機生産は妥当性を失い、DASAの業績も低迷した。
その損失を減らすため、シュレンプは「ドル安救済策」（Dollar Low Rescue）、通称「ドローレス」（DoLoRes）と呼ばれる厳しいコスト削減プログラムを実行した。この施策では3つの工場を閉鎖し、1993年から1995年の間に、およそ86,000人の従業員中35,000人以上を「放出」した。メッサーシュミットとの合併の許可は「一人の解雇者も出さない」ことを条件として与えられたものであり、ドイツ政府はこの約束を実質的に反故にされたことになり、合併に許可を与えたことは「ドイツの歴史上最大の行政的失敗」と呼ばれ批判された。
DASAに関しては、結果として「ドローレス」による立て直しが奏功し、後に同社は航空宇宙企業の中でも主要な地位を占めるに至り（EADSに発展しダイムラーは円満に航空事業から手を引いた）、その基礎を築いたことはシュレンプの功績とされている。一方、1993年に行ったフォッカーの買収は大きな失敗となり（1996年に同社は倒産）、その責任の大部分はシュレンプにあったとされ、シュレンプの経歴において大きな汚点となった。

### ダイムラー・ベンツ取締役会会長
1995年、親会社であるダイムラー・ベンツの取締役会会長であり、その在任中に事業の多角化を進めたことで業績不振を招いたエツァルト・ロイターが会長職を退任することとなった。その後継者の座をヘルムート・ヴェルナーと争った末、シュレンプは1995年5月に取締役会会長を引き継いだ。同職に就任したシュレンプは、2005年までの10年間に渡って最高経営責任者（CEO）として同社を率いることになる。
シュレンプはロイターが進めた「総合技術コンツェルン」という事業多角化の方針とは決別し、本業である自動車事業に注力する方針を立てた。そのため、ロイターの方針により「メルセデス・ベンツ社」（Mercedes-Benz AG）として独立した子会社となっていた乗用車部門を、1997年4月にダイムラー・ベンツに再統合した。これはメルセデス・ベンツ社がダイムラー・ベンツ社の売上と利益の大部分を稼ぎ出していたことが最大の理由だが、同時に、そのメルセデス・ベンツ社の経営者であり、会長の座を争ったヴェルナーの力を削ぐ必要が（シュレンプにとっては）あったためである。シュレンプは、メルセデス・ベンツ社の重役であるディーター・ツェッチェ、ユルゲン・フベルトらにダイムラー・ベンツの取締役の椅子を用意することで懐柔し協力させ、その結果、権限を失ったヴェルナーは1997年にダイムラー・ベンツから去った。

#### 「ニュートロン・ユルゲン」
最高経営責任者に就任したシュレンプは前任のロイターによって進められた事業の多角化路線を改め、AEGを含む十数社の子会社を売却し、人員を大幅に削減することで、グループの中核である自動車事業に再び注力する組織に再編した。このことにより、ロイター体制で生じていた資金流出には歯止めがかかることとなる。
シュレンプは当時ゼネラル・エレクトリックの最高経営責任者だったジャック・ウェルチと固い結びつきがあり、同時に、彼を経営者としての手本としており、本業（自社に適した分野）に集中してそれ以外の分野は絞り込むという経営方針や、その実現のためには従業員を大量解雇することも辞さない姿勢はウェルチのそれによく似たものである。そのため、ウェルチのあだ名である「ニュートロン・ジャック」にちなんで、シュレンプは「ニュートロン・ユルゲン」と呼ばれるようになった。

#### Aクラスの転倒 (1997年)
メルセデス・ベンツ社を統合したのと同じ1997年、ダイムラー・ベンツはメルセデス・ベンツ車としては戦後初のコンパクトカー（Bセグメント）となるAクラス（W168）を発売した。ヴェルナー時代に企画されたこの車種は、ドイツの自動車雑誌によって行われたエルクテストにより、ステアリング操作によって転倒する危険があることが発売直後に発覚した。これによりAクラスは発売早々、販売済の全車がリコール対象となり、この一件は大きく報道された。
当時、乗用車部門担当の取締役でこの不祥事の責任を負っていたユルゲン・フベルト、販売担当取締役のディーター・ツェッチェについて、取締役からの辞任も取りざたされたが、シュレンプは彼らの留任を支持して懐柔し、取締役たちの結束をかえって高めたと言われている。

### ダイムラークライスラー
シュレンプの指揮の下、1998年5月5日にダイムラー・ベンツはアメリカの自動車会社であるクライスラーと合併し、「ダイムラークライスラー」となった。
これにより新会社の年間の売上高は1300億ドル、自動車販売台数は400万台となり、世界で5番目に大きな自動車会社が誕生した。この合併話はこの年1月半ばに北米国際オートショーのためにデトロイトを訪れていたシュレンプが、クライスラーのCEOであるロバート・イートンを訪問して合併を提案したことから始まったと言われることもあるが、実際には1990年代前半から両社とも合併先を探していた。

#### シュレンプとイートン
合併後しばらくはイートンとの共同CEO体制だったが、2000年からはシュレンプが単独のCEOとなった。目立ちたがり屋で表に出たがるシュレンプと対照的に、イートンは脚光を浴びることを好まず、取材もほとんど受け付けなかったため、共同CEO体制だった当時から、記者会見など、表舞台に立つ役目のほとんどはイートンの意向でシュレンプに委ねられていた。ダイムラー・ベンツとクライスラーは対等合併であり、そのことは合併の発表においても明言されていたが、シュレンプ個人はクライスラーを「買収」したつもりであり、この姿勢は合併を支持したクライスラー側の重役たちを失望させ、イートンは任期を残して共同CEOの職を辞した。

#### 三菱自動車への出資 (2000年)
シュレンプは自社をグローバルな自動車会社とするべく、アジアの自動車会社にも出資し、2000年に三菱自動車工業の株式37%、同じく現代自動車の株式10%を取得した。ほどなく、2001年3月に三菱自動車は約2870億円という巨額の最終損益を公表し、同社に出資したことについてシュレンプは株主やドイツ世論からの批判を受けた。
三菱自動車は稼ぎ頭であるトラック・バス部門を2003年に分社して三菱ふそうトラック・バスを設立し、ダイムラークライスラーは三菱ふそうトラック・バスの筆頭株主となった（2005年に連結子会社化）。業績が良好な部門を手中に収めたことから、シュレンプは三菱との提携は全体的に見れば成果を挙げていると主張していたが、2004年3月に三菱自動車の大規模なリコール隠し（三菱リコール隠し｛4年振り2回目｝）が発覚したことがシュレンプ体制にとっての痛打となる。
この不祥事により、ダイムラークライスラーが三菱自動車への支援打ち切りを余儀なくされただけでなく（資本提携は維持）、これは三菱自動車との提携を支持していたシュレンプの立場を失わせるものともなった。

#### 退任に至る経緯 (2004年 - 2005年)
北米のクライスラー部門も低迷を続け、2004年4月に行われたダイムラークライスラーの株主総会では多くの株主がシュレンプの辞任を要求した。しかし、監査役会はシュレンプの任期延長を支持し、結果として、2008年4月までの任期延長が承認された。
シュレンプの任期延長が認められた背景として、その時点では適当な後継者の目星はついておらず、任期満期の4年は長すぎるものの、2、3年程度の猶予をシュレンプに与えることが可能だったという事情がある。そのため、任期切れの前の適当な時期にシュレンプが自発的に辞任することや早期退任した見返りの金銭報酬を求めないことなどを交換条件として、シュレンプと監査役たちとの間で水面下の合意があったと言われている。
そうして、2005年7月28日、シュレンプは同年限りで辞任する意向を唐突に発表した。辞任の表明がこのタイミングになったのは、三菱自動車に対して45億ドルの追加出資を行うべきかどうかの投票が2週間後に取締役会で行われる予定だったことが関係している。シュレンプは賛成する見込みだったが、取締役会全体では否決されると予測されており、そうなれば退陣を強制される不名誉を避けられなかったためだと考えられている。

#### 退任後のダイムラークライスラー
シュレンプはその在任期間において株主を重視する方針を採っており、「株主優先」や「企業価値増大」をモットーとしていた。しかし、その在任中、ダイムラークライスラーの株価は30ユーロから35ユーロにわずかな上昇を見せるに留まった。一方、シュレンプの辞任が報道されると株式市場では好感され、ダイムラークライスラーの時価総額は37億ユーロ上昇した。
クライスラーとの合併も、高級車のラインナップが豊富なダイムラーと、大衆車のラインナップが豊富なクライスラーという、一見すると理想的な組み合わせで、シュレンプも当初は「補い合う関係だ」と主張していたが、予想されていたほどの相乗効果は得られず、企業文化の違いなどもあって失敗し、2007年にクライスラー部門が切り離される形で合併は解消された。
三菱自動車工業への支援に積極的だったシュレンプが退任したことも契機となり、ダイムラークライスラーは同社との資本提携も2005年に解消した。

## 人物

### 経営者としての特徴
経営者としては冷徹で頑固な人物だが、直接の部下や使用人に対しては情に厚く、仕事仲間に自信を持たせる能力に長けており、これはシュレンプが成功した要因のひとつだと言われている。人物としては必ずしも好ましい人物ではなかったと言われるが、その強力なカリスマ性から部下からは慕われることが多く、交渉相手も魅了し、「シュレンプに出会う人は、彼の味方になるか敵になるかのいずれかだ」とも言われている。
経歴の特徴として、他の人物であれば失敗したとみなされる結果を出しておきながら、あたかも成功したかのように周りに扱われている傾向がある。ユークリッド社の売却、南アフリカ支社の経営では損失を出しており、DASAにおいてもフォッカーの買収で大損害を生んでいるが、評価の点で大きな支障とはならず、その後で逆に昇進を果たしている。これはシュレンプが「自身（シュレンプ）がとった以外に問題への対処法はなく、自分がその立場にいたら全く同じ決定をしただろう」ということを他者に信じさせる独特な技能を有していたからだとも言われている。

### 家族
三人兄弟の次男として生まれ、兄ギュンターは後にドイツ社会民主党（SPD）から出馬してバーデン＝ヴュルテンベルク州の州議会議員となった（1980年から1995年にかけて在任）。弟のヴォルフガングは地元フライブルクの職業訓練センターで所長を務めていたが、1989年にダイムラー・ベンツに入社し、ミュンヘン支店長やイタリア支社のマネージングディレクターを歴任し、シュレンプの退任後もオーストラリア太平洋地域を任されて同社に留まった（2009年に引退）。
自身は、最初の妻であるレナーテ（Renate Lutz）との間に2子、2000年に結婚した二人目の妻であるリディア（Lydia Deininger）との間に2子をもうけた。
最初の妻レナーテとは35年間連れ添い、レナーテは時に夫をこっぴどく叱咤し、シュレンプも妻を大いに尊敬していたとされる。しかし、1999年に離婚し、第一秘書であり20歳年下のリディアと不倫の末に2000年に再婚した。

## エピソード
- 若い頃は100メートルを11秒で走るスポーツマンだった[71]。肉体的限界に挑戦し続けるようなところがあり、53歳の時（1997年頃）にユーロファイター2000の後部座席に試乗する機会を得た際は大喜びしたという[71]。
- 機械好きが高じて自動車整備士となった人物であり、自動車そのものを好み、自動車レースのフォーミュラ1（F1）のレースにはたびたび足を運んでいる。これは重役としての仕事という面もあるため、テレビ中継でもその姿を頻繁に映されている[72]。ある年のモナコグランプリでは赤いシャツを着た姿が全世界に中継され、この一件は後に株主総会で「あれはライバルのフェラーリの色だ」と株主から批判を受けた[72]。

## 栄典
- 1992年・功労十字小綬章（ドイツ連邦共和国功労勲章）
- 1995年・名誉総領事（南アフリカ共和国政府）[23]
- 1998年・大聖グレゴリウス勲章
- 1998年・喜望峰勲章（英語版）
- 1999年・名誉博士（ステレンボッシュ大学）
- 1999年・オーストリア共和国功績勲章（英語版）
- 1999年・南十字星勲章（ブラジル政府）
- 2000年・名誉教授（バーデン＝ヴュルテンベルク州）
- 2003年・名誉博士（グラーツ大学）
- 2005年・ウッドロー・ウィルソン賞（英語版）（Corporate Citizenship）